# Enterovirus D68
Enterovirus D68 (EV-D68), enterovirus 68 (EV68) eller humant enterovirus 68 (HEV68), är ett enkelsträngigt RNA-virus och en serotyp av Enterovirus D. EV-D68 är ett Enterovirus som infekterar människan. Viruset misstänks kunna orsaka sjukdomen akut slapp myelit. År 2014 skedde ett stort utbrott av EV-D68 med sitt ursprung i USA.

## Upptäckt
EV-D68 upptäcktes 1962 i den amerikanska delstaten Kalifornien.

## Virologi
Enterovirus D68 är en serotyp av virusarten Enterovirus D, ett enkelsträngigt RNA-virus som ingår i släktet Enterovirus och familjen Picornaviridae. Enterovirus D innehåller även en annan serotyp som infekterar människan, enterovirus D70.
Vid milda sjukdomsfall orsakar viruset symptom som rinnande näsa, nysningar, hosta och kroppsvärk, i allvarliga fall orsakar det andningssvårigheter. Viruset tros även kunna orsaka den polioliknande sjukdomen akut slapp myelit.

## Utbrottet 2014
Det största utbrottet av EV-D68 som skett pågick under året 2014, det startade i och påverkade främst USA. I USA skedde 1 395 bekräftade sjukdomsfall i 49 delstater. De flesta av de drabbade var barn med astma eller som tidigare haft väsande andning, fem barn dog under utbrottet. Enligt USA:s folkhälsomyndighet Centers for Disease Control and Prevention var troligen tusentals fler personer infekterade men sökte aldrig hälsovård eller blev testade.

## Stockholm hösten 2016
Under månaderna augusti och september år 2016 rapporterades 74 fall av EV-D68 i Sveriges huvudstad Stockholm. Elva personer blev allvarligt sjuka och en person avled.